# Patrick Maule, 1. Earl of Panmure

Wappen des Patrick Maule, 1. Earl of Panmure

Patrick Maule, 1. Earl of Panmure (* 29. Mai 1585; † 22. Dezember 1661) war ein schottischer Adliger.

## Leben
Er war der Sohn des Patrick Maule of Panmure († 1605) aus dessen Ehe mit Margaret Erskine, Tochter des Sir John Erskine, 5. Laird of Dun.
Er diente als Page für König Jakob VI. und als Gentleman of the Bedchamber für Jakob VI. und Karl I. Nach dem Tod seines Vaters erbte er dessen feudale Baronie Panmure in Forfarshire. 1625 wurde er mit dem Gut Collyweston in Northamptonshire belehnt. 1628 wurde er auf Lebenszeit zum Hüter (Keeper) des königlichen Jagdschlosses Eltham Park ernannt. 1634 wurde er mit den feudalen Baronien Downie, Balmakellie, Brechin und Navar in Forfarshire belehnt. 1632 wurde er Sheriff-Principal von Forfarshire und 1635 Deputy Admiral between Southwater and Bruchtie. 1642 wurde er mit der Abtei von Arbroath belehnt. Im Englischen Bürgerkrieg stand er auf der Seite des Königs und operierte 1646 als Colonel eines Regiments der schottischen Armee in England. Am 3. August 1646 verlieh ihm König Karl I. die erblichen schottischen Adelstitel Earl of Panmure und Lord Brechin and Navar. 1647 wurde er mit den Ländereien des Bistums Brechin belehnt. Von 1649 bis 1651 war er Mitglied des Committee of Estates.

## Ehen und Nachkommen
Er heiratete in erster Ehe um 1616 Frances Stanhope († 1624) Tochter von Sir Edward Stanhope, Gutsherr von Grimston in Yorkshire. Mit ihr hatte er mehrere Kinder, von denen vier die Kindheit überlebten:
- George Maule, 2. Earl of Panmure (1619–1671) ⚭ 1645 Lady Jean Campbell, Tochter des John Campbell, 1. Earl of Loudoun;
- Hon. Harry Maule of Balmakellie († 1667), Colonel der schottischen Armee, ⚭ (1) 1649 Lady Jean Towers († vor 1662), Witwe des Sir Alexander Towers of Garmilton and Inverleith, Tochter des John Wemyss, 1. Earl of Wemyss, ⚭ (2) Margaret Douglas, Tochter des Patrick Douglas of Spot;
- Lady Jean Maule († 1685) ⚭ 1638 David Carnegie, 2. Earl of Northesk;
- Lady Elizabeth Maule († 1659), ⚭ (1) 1641, John Lyon, 2. Earl of Kinghorne; ⚭ (2) 1650 George Livingston, 3. Earl of Linlithgow († 1690).

In zweiter Ehe heiratete er Mary Waldrum († 1637), Ehrendame der Königin Henrietta Maria. Mit ihr hatte er vier Kinder, die alle jung starben.
1639 heiratete er in dritter Ehe Lady Mary Erskine, Witwe von William Keith, 5. Earl Marischal, Tochter von John Erskine, 19. Earl of Mar. Diese Ehe blieb kinderlos.
Als er 1661 starb, erbte sein älterer Sohn George seine Adelstitel.